# Trofeo Moscardó
El Trofeo Moscardó fue un torneo de fútbol que se creó en 1958 y se celebró hasta 1969, en el que jugaban los clubs catalanes de la Tercera División de España. Fue un torneo de gran prestigio en aquella época para los equipos de categorías inferiores.
Con el tiempo se ha ido modificando el formato de juego, jugando dos semifinales y el partido final, más el encuentro por el tercer y cuarto puesto, hasta doble partido ida y vuelta. Sin embargo desde 1967 se decidió acortar la duración del torneo, disputándose a partido único.
En 1971, se reabrió para una sola edición con el nombre de finalísima en la que se decidió quién sería el propietario de la copa haciendo una eliminatoria con todos los equipos que habían ganado el anterior torneo. Los finalistas fueron el Europa y  el Girona FC siendo los gerundenses campeones.

## Ediciones
| Año  | Edición      | Campeón         | Subcampeón        | Resultado    |
| ---- | ------------ | --------------- | ----------------- | ------------ |
| 1958 | 1.ª          | UE Poble Sec    | CA Ibèria         | 2-1          |
| 1959 | 2.ª          | CE Europa       | UE Figueres       | 2-1          |
| 1960 | 3.ª          | Gimnástic       | CD Fabra i Coats  | 2-1          |
| 1961 | 4.ª          | CE L'Hospitalet | CE Mataró         | 2-2 (p)      |
| 1962 | 5.ª          | CD Condal       | CD Tortosa        | 3-1          |
| 1963 | 6.ª          | CE Europa       | Girona FC         | 3-1          |
| 1964 | 7.ª          | AE Guíxols      | CF Reus           | 1-1          |
| 1965 | 8.ª          | CE Mataró       | CF Balaguer       | 2-1, 2-2     |
| 1966 | 9.ª          | Girona FC       | CE Mataró         | 2-3, 4-1     |
| 1967 | 10.ª         | CD Granollers   | UE Sant Andreu    | 3-1 (pr)     |
| 1968 | 11.ª         | CF Lloret       | Atlètic Catalunya | 2-1          |
| 1969 | 12.ª         | UE Figueres     | Girona FC         | 0-0 (p)      |
| 1970 | No disputada | No disputada    | No disputada      | No disputada |
| 1971 | Final        | Girona FC       | CE Europa         | 1-1, 2-1     |

## Palmarés
2 títulos
- Girona FC
- CE Europa

1 título
- UE Poble Sec
- Gimnástic
- CE L'Hospitalet
- CD Condal
- AE Guíxols
- CE Mataró
- CD Granollers
- CF Lloret
- UE Figueres